# Rastsvet
Rastsvet - Расцвет (rus) és un possiólok del krai de Krasnodar, a Rússia. El 2010 tenia 368 habitants. Es troba a les terres baixes de Kuban-Azov. És a 27 km al nord-oest de Kropotkin i a 116 km al nord-est de Krasnodar. Pertany al possiólok de Mirskoi.